# Épisy
Épisy település Franciaországban, Seine-et-Marne megyében. Lakosainak száma 607 fő (2018. január 1.). Épisy Villecerf, Villemer, La Genevraye, Montigny-sur-Loing, Écuelles, Moret-sur-Loing és Moret Loing et Orvanne községekkel határos.

## Népesség
A település népességének változása:
| Lakosok száma | 349  | 344  | 341  | 364  | 324  | 504  | 552  | 571  | 592  | 607  |
|               | 1962 | 1968 | 1975 | 1982 | 1990 | 2008 | 2013 | 2015 | 2017 | 2018 |